# مؤشر ريادة الأعمال العالمي
مؤشر ريادة الأعمال العالمي (GEI) هومؤشر  نشاط اقتصادي يجمعه المعهد العالمي لريادة الأعمال والتنمية و الذي يقع مقره بالولايات المتحدة الأمريكية، و يبحث في كيفية قيام الدول في جميع أنحاء العالم بتخصيص الموارد من أجل تعزيز ريادة الأعمال.

## تأريخه
أسس المعهد مجموعة من علماء الاقتصاد من امبريال كوليدج في لندن, و بورصة لندن و جامعة بيكس (المجر).

## هيكليته
الغرض الرئيسي من المعهد هو الخروج بالمؤشر الذي يعطي تصنيف لكل دول العالم فيما يتعلق بالنظم المتعلقة بريادة الأعمال.

## وصلات خارجية
- العالمي في مؤشر ريادة الأعمال